# Marco Knaller
Marco Knaller est un footballeur autrichien, né le 26 mars 1987 à Villach en Autriche. Il évolue comme gardien de but au FC Wacker Innsbruck.

## Palmarès
Néant